# توما شیرو
توما شیرو (فرانسوی: Thomas Chirault‎; ۱۵ سپتامبر ۱۹۹۷) کماندار اهل فرانسه بود.
وی در مسابقات کشوری و بین‌المللی در مجموع برندهٔ ۱ مدال نقره شده است.